# 王金 (正德進士)
王金（1478年—？），字汝礪，直隸涿鹿中衛人，官籍，明朝政治人物。

## 生平
弘治十四年（1501年）辛酉科順天府鄉試第一百十名舉人。正德六年（1511年）中式辛未科會試第一百七十九名，登第三甲第一百四十四名進士。

## 家族
曾祖王彬，曾任指揮同知；祖父王□；父王□華，曾任知縣。母丘氏；繼母楊氏。具慶下。